# Brabantse Pijl 2006
De 46e editie van de Brabantse Pijl vond plaats op 26 maart 2006. Voor de tweede maal op rij werd deze eendaagse Belgische wedstrijd gewonnen door de Spanjaard Óscar Freire. De koers ging over een afstand van 190 kilometer, met de start in Zaventem en de finish in Alsemberg. In totaal wisten 69 renners de eindstreep te bereiken.

## Uitslag
| Brabantse Pijl 2006 |                     |                       |           |
| Plaats              | Naam                | Ploeg                 | Tijd      |
| Winnaar             | Óscar Freire        | Rabobank              | 4u23'00"  |
| 2                   | Karsten Kroon       | Team CSC              | z.t.      |
| 3                   | Nick Nuyens         | Quick Step-Innergetic | z.t.      |
| 4                   | Juan Antonio Flecha | Rabobank              | + 00' 03" |
| 5                   | Marcus Ljungqvist   | Team CSC              | + 00' 34" |
| 6                   | Igor Abakoumov      | Jartazi-7Mobile       | z.t.      |
| 7                   | Kurt-Asle Arvesen   | Team CSC              | z.t.      |
| 8                   | Erik Zabel          | Team Milram           | z.t.      |
| 9                   | Matteo Carrara      | Lampre-Fondital       | z.t.      |
| 10                  | Sébastien Hinault   | Crédit Agricole       | z.t.      |

1961 · 1962 · 1963 · 1964 · 1965 · 1966 · 1967 · 1968 · 1969 · 1970 · 1971 · 1972 · 1973 · 1974 · 1975 · 1976 · 1977 · 1978 · 1979 · 1980 · 1981 · 1982 · 1983 · 1984 · 1985 · 1986 · 1987 · 1988 · 1989 · 1990 · 1991 · 1992 · 1993 · 1994 · 1995 · 1996 · 1997 · 1998 · 1999 · 2000 · 2001 · 2002 · 2003 · 2004 · 2005 · 2006 · 2007 · 2008 · 2009 · 2010 · 2011 · 2012 · 2013 · 2014 · 2015 · 2016 · 2017 · 2018 · 2019 · 2020 · 2021 · 2022 · 2023 · 2024